# بوچوخ
بوچوخ (به لاتین: Bochokh) یک منطقهٔ مسکونی در روسیه است که در داغستان واقع شده‌است.